# Aleiodes perinetensis
Aleiodes perinetensis är en stekelart som beskrevs av Roy D. Shenefelt 1975. Aleiodes perinetensis ingår i släktet Aleiodes och familjen bracksteklar. Inga underarter finns listade i Catalogue of Life.